# سيمي شيلت
سيم «سيمي» شيلت (تنطق بالهولندية: [ˈsɛmi ˈsxɪlt]؛ مواليد 27 أكتوبر 1973) هو مُقاتل فنون قتالية مختلطة هولندي.

## وصلات خارجية
- سيمي شيلت على موقع يو إف سي (الإنجليزية)
- سيمي شيلت على موقع شيردوغ (الإنجليزية)
- سيمي شيلت على موقع IMDb (الإنجليزية)
- سيمي شيلت على موقع ألو سيني (الفرنسية)
- سيمي شيلت على موقع أول موفي (الإنجليزية)
- سيمي شيلت على موقع قاعدة بيانات الفيلم (الإنجليزية)
- سيمي شيلت على موقع كينوبويسك (الروسية)